# Lech Ciuk
Lech Stanisław Ciuk, powszechnie zapisywany jako Leszek Ciuk (ur. 22 kwietnia 1941, zm. 15 marca 2018) – polski lekkoatleta, nauczyciel wychowania fizycznego, trener, sędzia i działacz sportowy.

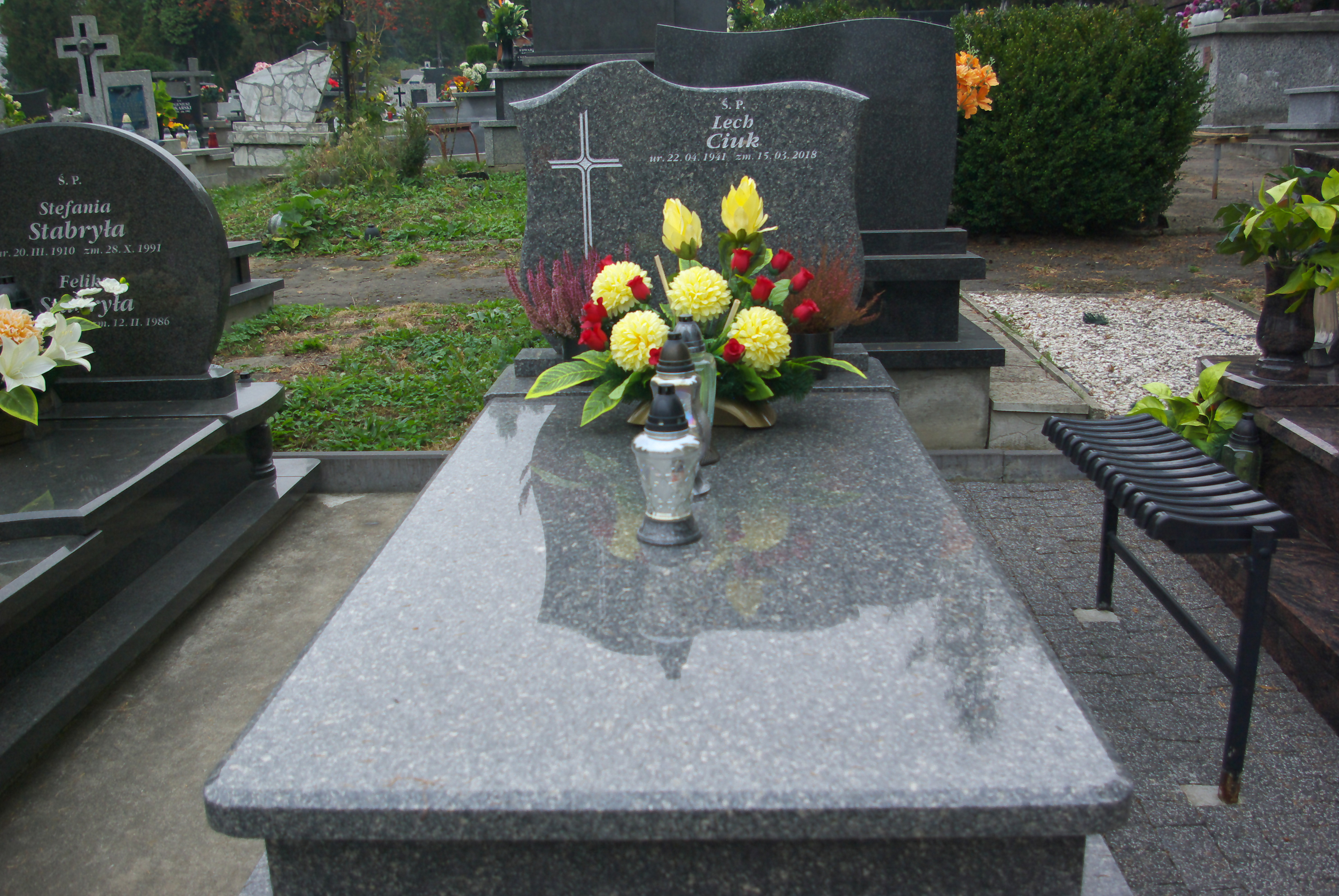
Nagrobek Lecha Ciuka

## Życiorys
Lech Stanisław Ciuk urodził się 22 kwietnia 1941 jako syn Zygfryda. Wychowywał się w Częstochowie, gdzie w latach 50. uprawiał sport: piłkę nożną w Skrze Częstochowa, hokej w Budowlanych Częstochowa oraz lekkoatletykę w MKS Częstochowa i tej ostatniej dyscyplinie poświęcił się w kolejnych latach. Podjął studia na Akademii Wychowania Fizycznego w Warszawie, był zawodnikiem sekcji lekkoatletycznej AZS-AWF Warszawa. Trenował biegi średnie, został kadrowiczem reprezentacji juniorskiej i seniorskiej Polski, lekkoatletyczną karierę zastopowała kontuzja. W 1963 ukończył studia na AWF z tytułem magistra, następnie uzyskał uprawnienia trenera klasy II, po czym ukończył studia na kierunku biologii na Uniwersytecie Warszawskim. Później uzyskał także uprawnienia sędziego siatkarskiego, sędziego państwowego łyżwiarskiego szybkiego. W 1980 ukończył Podyplomowe Studium Trenerskie na AWF w Warszawie, uzyskując tytuł trenera II klasy łyżwiarskiego szybkiego.
Po ukończeniu studiów osiadł w Sanoku. Został nauczycielem wychowania fizycznego w tamtejszym II Liceum Ogólnokształcącym im. Marii Skłodowskiej-Curie. Od 1974 do 1975 był dyrektorem Liceum Medycznego w Sanoku. W Sanoku jako nauczyciel pracował także w I Liceum Ogólnokształcącym w Sanoku, w Szkole Podstawowej nr 7, a od 1990 do 1995 w Zespole Szkół Mechanicznych.
Oprócz pracy jako nauczyciel nadal był zawodnikiem i do 1968 trenerem lekkoatletycznym w klubie sportowym LKS Sanok. Następnie pełnił funkcję koordynatora sportu szkolnego w powiecie sanockim, później stanowisko podinspektora i inspektora wychowania fizycznego i sportu w Wydziale Oświaty w Sanoku, a później wizytatora ds. sportu w Kuratorium Oświaty i Wychowania w Krośnie. Od 1964 był członkiem zarządu Szkolnego Związku Sportowego, w latach 70. został członkiem władz powiatowych i wojewódzkich SZS. W 1970 został przewodniczącym utworzonego Międzyszkolnego Klubu Sportowego „Zryw” Sanok, wydzielonego z oddziału powiatowego Zrywu, pełniąc tę funkcję przez wiele kolejnych lat. Po przekształceniu MKS Zryw w Towarzystwo Sportowe Zryw 12 marca 1992 pozostał prezesem zarządu. Był trenerem sekcji łyżwiarstwa szybkiego Zrywu od 1969 do 1972 oraz od 1977 do marca 1994, wychowując wielu utytułowanych panczenistów, m.in. Witolda Mazura. Kierowana przez niego drużyna w 1981 zdobyła wicemistrzostwo Polski SZS (w składzie zespołu był m.in. Maciej Ciuk). W 1978 został członkiem zarządu Okręgowego Związku Łyżwiarstwa Szybkiego w Zakopanem. Pod koniec lat 70. był jednym z inicjatorów budowy sztucznego toru łyżwiarskiego Błonie w Sanoku. Prócz pracy szkoleniowej był również wieloletnim sędzią i spikerem podczas zawodów łyżwiarstwa szybkiego. W 1976 był założycielem sekcji pływackiej, a w 1980 był jednym z założycieli SKŁ Górnik Sanok, w którym objął funkcję wiceprezesa ds. organizacyjno-szkoleniowych. Ponadto założył i od 1970 do 1980 kierował pierwszą w regionie sekcją kartingową. Prócz tego w ramach Zrywu założył także sekcję wrotkarstwa i był jej trenerem od 1993 do 1995. Był jednym z twórców klubu siatkarskiego Volley Club Sanok. W 1980 został działaczem Polskiego Związku Łyżwiarstwa Szybkiego, w latach 90. był przewodniczącym Komisji Młodzieżowej PZŁS, a 22 czerwca 2002 został wybrany wiceprezesem PZŁS ds. organizacyjnych (innym wiceprezesem PZŁS został wówczas wybrany także przedstawiciel Sanoka, Grzegorz Wysocki). W 1995 został przewodniczącym Wojewódzkiego Komitetu Organizacyjnego Wojewódzkich Igrzysk Młodzieży Szkolnej.  Od 1997 do 1998 był prezesem SZS w województwie krośnieńskim. Był autorem maszynopisów pt. Zarys sanockiego sportu szkolnego oraz Rys historyczny łyżwiarstwa szybkiego w Sanoku (1995). W wyborach samorządowych w 1998 ubiegał się o mandat radnego Rady Powiatu Sanockiego startując z listy Przymierza Społecznego. Był współzałożycielem zarejestrowanego w 2001 podmiotu NSZZ „Solidarność 80” – Region Podkarpacie i zasiadł w jego zarządzie. Po 36 lat pełnienia stanowiska prezesa Zrywu Sanoku w 2005 ustąpił z tej funkcji, zostając prezesem honorowym i pozostając we współpracy z klubem.
Zmarł 15 marca 2018 i został pochowany na Cmentarzu Centralnym w Sanoku. Jego żoną była Irena Ciuk (kierownik poradni zawodowej w Sanoku oraz od 1971 do 2004 Poradni Psychologiczno-Pedagogicznej w Sanoku).

## Odznaczenia i nagrody
- Krzyż Kawalerski Orderu Odrodzenia Polski (30 marca 1998, za wybitne zasługi w działalności społecznej na rzecz rozwoju i upowszechnianiu sportu wśród dzieci i młodzieży)[2]
- Medal za Długoletnie Pożycie Małżeńskie (2012)[32]
- Złota Odznaka PZLA[3]
- Złota Odznaka PZŁS[3]
- Medal 40-lecia SZS[3]
- Odznaka „Zasłużony Działacz LZS” (1971)[36][3]
- Odznaka „Za zasługi w rozwoju sportu młodzieży szkolnej” (1978, zbiorowa)[12]
- Nagroda Ministra Oświaty[3]
- Medal 100-lecia ISU (International Skating Union)[3][37]